# Thiofosgen
Thiofosgen je anorganická sloučenina, obdoba fosgenu (kyslíkový atom je nahrazen sírou). Tato vysoce toxická červená kapalina se díky dvojici reaktivních C-Cl vazeb využívá v různých organických syntézách. 

## Výroba
CSCl2 se vyrábí dvoufázovým procesem ze sirouhlíku. Nejprve je sirouhlík chlorován za vzniku trichlormethansulfenylchloridu (perchlormethylmerkaptanu), CCl3SCl:
CS2 + 3 Cl2 → CCl3SCl + S2Cl2
Chlorace musí být regulována, jelikož přebytek chloru by přeměnil trichlormethansulfenylchlorid na chlorid uhličitý. Trichlormethansulfenylchlorid se spolu se sulfenylchloridem odstraní parní destilací, při tom dojde také k hydrolýze chloridu sirného. Redukcí trichlormethansulfenylchloridu vzniká thiofosgen:
CCl3SCl + M → CSCl2 + MCl2
Jako redukční činidlo M se obvykle používá cín.

## Použití
CSCl2 se většinou používá na přípravu sloučenin typu CSX2, kde X = OR, THR. Mnohé tyto reakce probíhají přes meziprodukty jako například CSClX, za určitých podmínek lze takto přeměnit primární aminy na isothiokyanáty. CSCl2 také slouží jako dienofil po redukci 5-thiacyclohexenových derivátů. Také je využíván jako reaktant v Corey-Winterově syntéze na stereospecifickou přeměnu 1,2-diolů na alkeny.